# Grandval BE
| BE ist das Kürzel für den Kanton Bern in der Schweiz. Es wird verwendet, um Verwechslungen mit anderen Einträgen des Namens Grandval zu vermeiden. |

Grandval ist eine politische Gemeinde im Verwaltungskreis Berner Jura des Kantons Bern in der Schweiz. Der frühere deutsche Name Granfelden wird heute kaum mehr verwendet.

## Geographie
Grandval liegt auf 588 m ü. M., 4 km östlich des Orts Moutier (Luftlinie). Das Dorf erstreckt sich beidseits des Baches La Raus im Cornet, dem östlichen Teil des Juralängstals von Moutier, das auch den Namen Grand Val trägt.
Die Fläche des 8,2 km² grossen Gemeindegebiets umfasst einen schmalen Streifen des Talbeckens des Grand Val. Im Norden reicht das Gebiet bis auf das Hochplateau der Jurakette des Mont Raimeux, wo sich mit 1302 m ü. M. der höchste Punkt von Grandval befindet. Die Hochfläche wird von ausgedehnten Jurahochweiden mit den typischen mächtigen Fichten eingenommen, die entweder einzeln oder in Gruppen stehen. Der Südhang des Mont Raimeux ist im Bereich von Grandval sehr steil und von markanten Felsnasen und -abbrüchen durchzogen. Nach Süden erstreckt sich das Gemeindegebiet auf den Kamm des Oberdörferbergs (bis 1233 m ü. M.), der die östliche Fortsetzung der Graitery-Kette bildet. Die Südostgrenze verläuft auf der Krete Dos les Rochattes, welche die linke Talflanke der Klus von Gänsbrunnen markiert. Von der Gemeindefläche entfielen 1997 4 % auf Siedlungen, 51 % auf Wald und Gehölze, 44 % auf Landwirtschaft und etwas weniger als 1 % war unproduktives Land.
Zu Grandval gehören die Hofsiedlung Raimeux de Grandval (1288 m ü. M.) auf einer breiten Kuppe nahe dem Gipfel des Mont Raimeux sowie mehrere Einzelhöfe. Nachbargemeinden von Grandval sind Eschert, Belprahon, Roches und Crémines im Kanton Bern, Courrendlin im Kanton Jura sowie Welschenrohr-Gänsbrunnen im Kanton Solothurn.

## Bevölkerung
Mit 384 Einwohnern (Stand 31. Dezember 2023) gehört Grandval zu den kleineren Gemeinden des Berner Juras. Von den Bewohnern sind 85,6 % französischsprachig, 12,0 % deutschsprachig und 0,8 % italienischsprachig (Stand 2000). Die Bevölkerungszahl von Grandval belief sich 1850 auf 261 Einwohner, 1900 auf 287 Einwohner. Im weiteren Verlauf stieg sie bis 1970 auf 426 Personen an, seither wurde wieder ein rückläufiger Trend beobachtet.

## Politik
Bei den Nationalratswahlen 2023 betrugen die Wähleranteile in Grandval (in Klammern die Veränderung im Vergleich zu den Wahlen 2019 in Prozentpunkten): SVP 39,00 % (−1,24), SP 21,74 % (+14,40), Grüne 13,16 % (+/−0,00), EDU 10,17 % (+5,25), FDP 7,00 % (+3,97), EVP 4,58 % (+3,17), Mitte 2,29 % (−17,79), glp 2,07 % (−1,35), SD 0,00 % (+/−0,00).

## Wirtschaft
Grandval war bis zu Beginn des 20. Jahrhunderts hauptsächlich durch die Landwirtschaft geprägt. Ausserdem wurde eine Mühle betrieben, und die Töpferei sowie die Leinwandweberei, vorwiegend in Heimarbeit, hatten eine gewisse Bedeutung. Mit dem Aufschwung der Werkzeugmaschinenindustrie ab 1880 im Tal von Moutier siedelten sich auch einige Betriebe der Feinmechanik und des Maschinenbaus in Grandval an. In den letzten Jahrzehnten hat sich das Dorf allmählich zur Wohngemeinde entwickelt. Viele Erwerbstätige sind Wegpendler und arbeiten in Moutier.

## Verkehr
Die Gemeinde ist verkehrsmässig recht gut erschlossen. Sie liegt an der Hauptstrasse von Moutier nach Balsthal. Am 1. August 1908 wurde die Bahnstrecke Solothurn–Moutier der Solothurn-Münster-Bahn von Moutier durch den Weissensteintunnel nach Solothurn mit einem Bahnhof in Grandval eröffnet.

## Geschichte
Die erste schriftliche Erwähnung von Grandval erfolgte gegen das Jahr 900 unter dem Namen Grandis vallis (grosses Tal). 917 und 938 wurde das Dorf durch die Ungarn verwüstet. Bereits vor der ersten Jahrtausendwende ist eine Kirche in Grandval erwähnt, was auf eine relativ dichte Besiedlung des Cornet zu jener Zeit schliessen lässt.
Das Dorf unterstand bis zum Ende des 18. Jahrhunderts der Propstei Moutier-Grandval. Von 1797 bis 1815 gehörte Grandval zu Frankreich und war anfangs Teil des Département Mont-Terrible, das 1800 mit dem Département Haut-Rhin verbunden wurde. Durch den Entscheid des Wiener Kongresses kam der Ort 1815 an den Kanton Bern zum Bezirk Moutier. Seit 1967 besteht auf kommunaler Ebene eine Zusammenarbeit mit den Nachbargemeinden bezüglich Wasserversorgung, Abwasserreinigung und Primarschule. Bei den Juraplebisziten stimmte die Gemeinde stets für den Verbleib beim Kanton Bern.

## Sehenswürdigkeiten
Der heutige Bau der reformierten Kirche Saint-Martin stammt von 1663, in den Jahren von 1701 bis 1706 und 1927 wurden umfassende Renovationen und Veränderungen durchgeführt. Zur Pfarrei Grandval gehören auch Crémines, Corcelles und Eschert. Zu Beginn des 19. Jahrhunderts wurde das jetzige Pfarrhaus erbaut. Vorher wohnten die Pfarrer in der Maison de la dîme (Zehnthaus), die im 16. Jahrhundert errichtet wurde und skulptierte Fenster aufweist. Das Wisard-Haus ist ein herrschaftliches Wohnhaus, das um 1570 erbaut wurde. Hier wohnte Henri Visard, ein bekannter Ortsbürger, der zu Beginn des 18. Jahrhunderts gegenüber dem Fürstbischof von Basel die Interessen der Propstei Moutier-Grandval vertrat. Im heute renovierten Haus ist das landwirtschaftliche Museum untergebracht. Der obere Dorfteil besitzt noch einige typische Bauernhäuser aus dem 18. und 19. Jahrhundert.

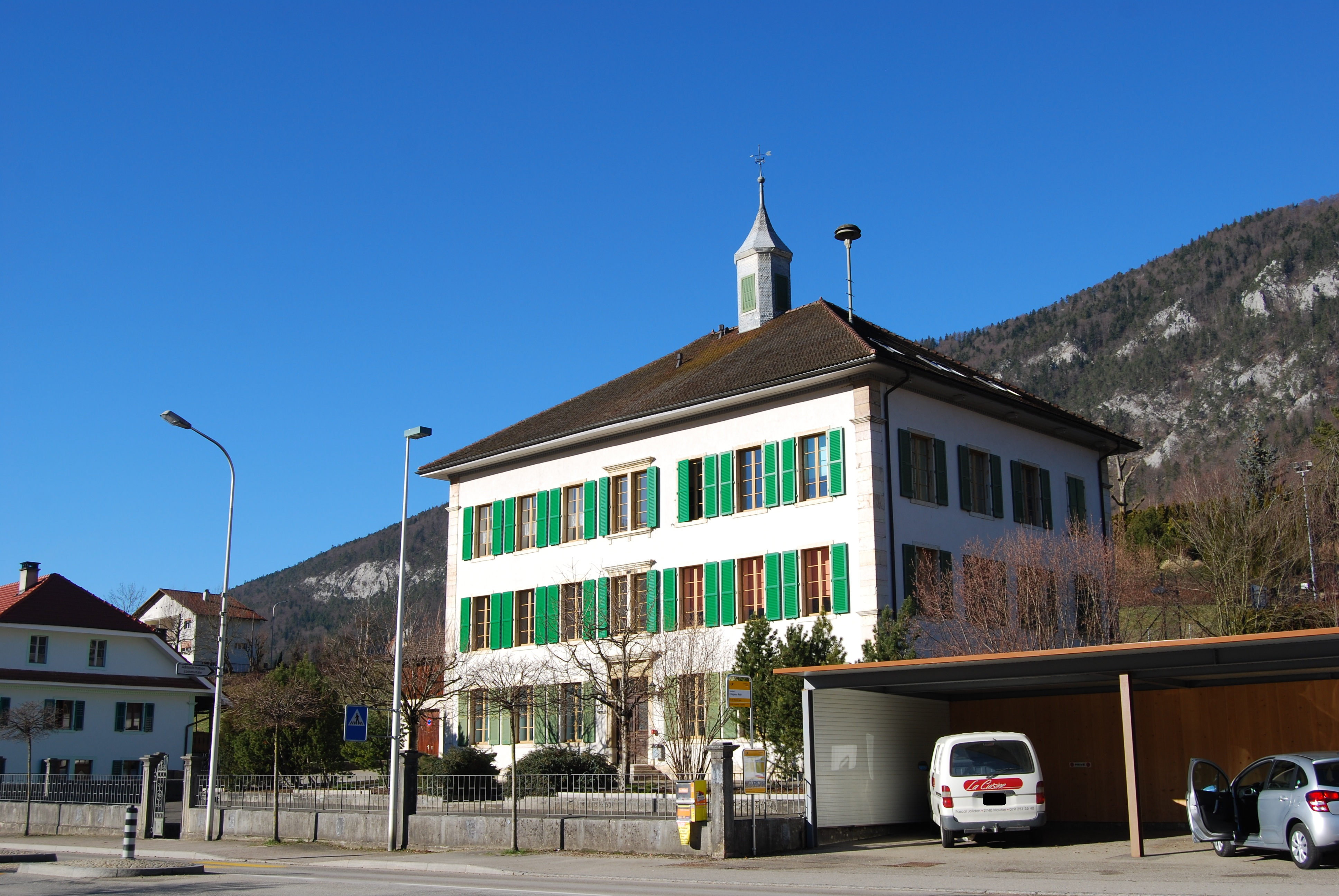
Altes Schulhaus
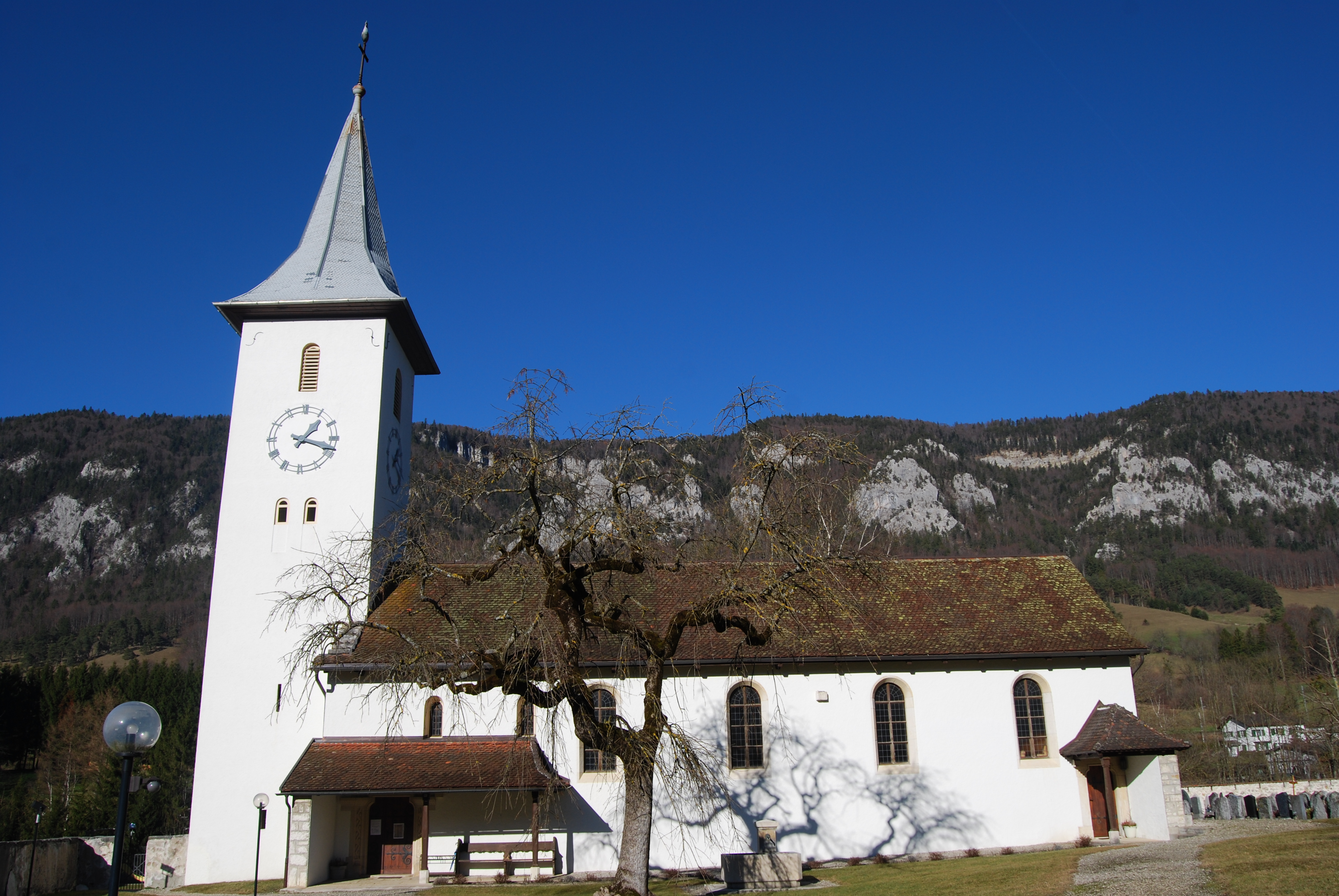
Kirche Saint-Martin
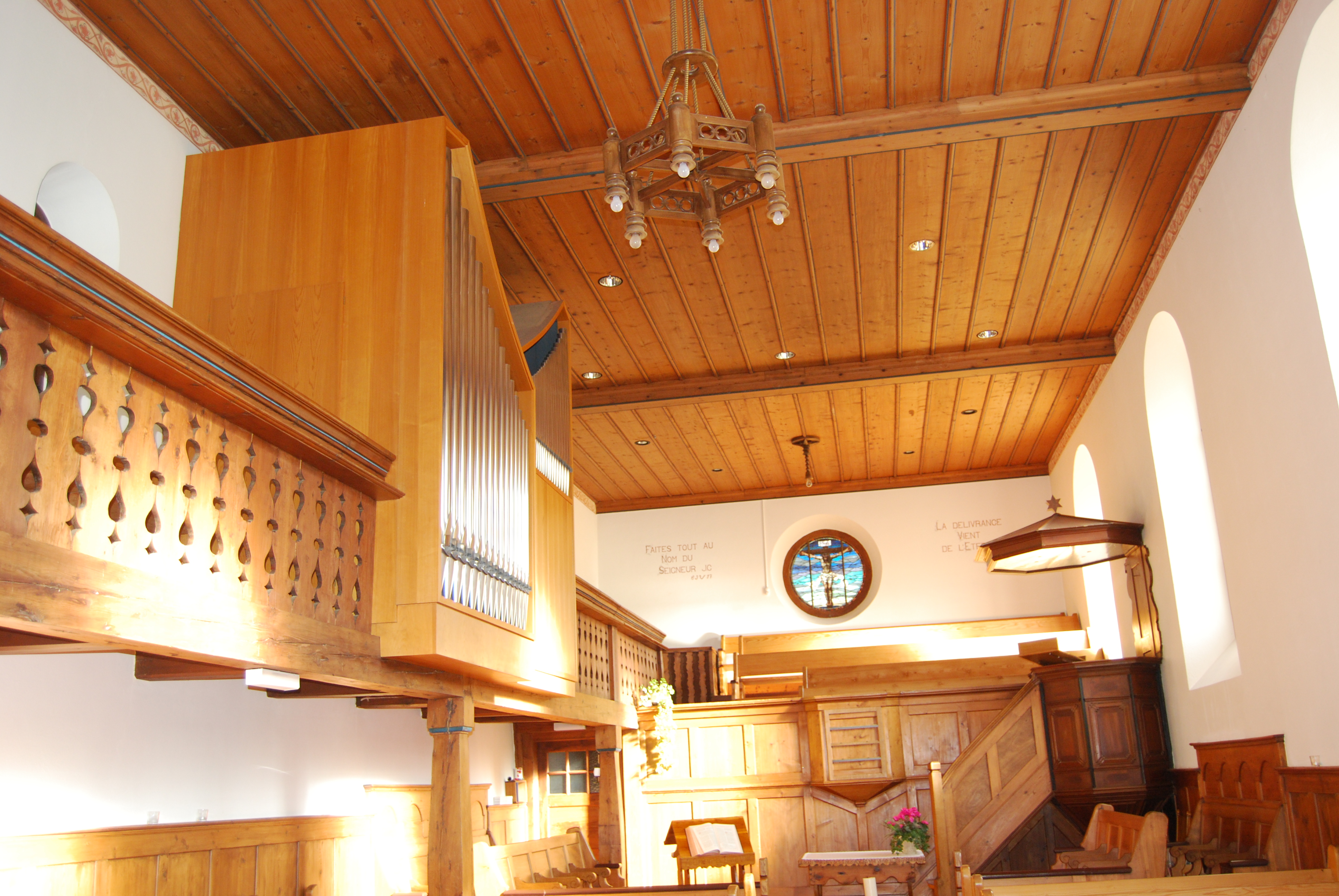
Innenansicht der Kirche